# Yona ibn Jannah
Ne doit pas être confondu avec Yona Gerondi.
Yona ibn Jannah (hébreu : יונה אבן ג'נאח Yona ibn Djanna'h, arabe : أبو الوليد مروان بن جناح Abu-'l-Walid Marwan ibn Jannaḥ, latin: Marinus), parfois appelé Rivag (ריב"ג) ou Rabbi Yona, est un rabbin et linguiste andalou du XIe siècle (env. 990 à Cordoue - vers 1050 à Saragosse). Il est considéré comme la plus importante autorité rabbinique du Moyen Âge en matière de philologie hébraïque.

## Éléments biographiques
Yona ibn Jannah naît à Cordoue, entre 985 et 990. Son véritable patronyme est sujet à discussion. Il semble probable que ses contemporains l’aient connu sous le nom arabe d’Abu-'l-Walid Marwan, dont Marinus est une forme latinisée. Ibn Jannah (arabe : « ailes ») pourrait être un surnom qui lui a été attribué postérieurement, en référence à son prénom Yona (hébreu : « colombe »).
Après avoir quitté sa ville natale en 1012, il étudie à Lucena auprès d'Isaac ibn Saul et Isaac ibn Gikatilla, l'un des trois disciples de Menahem ben Sarouk à l'avoir défendu contre les critiques de Dounash ben Labrat. Il apprendra la poésie hébraïque auprès du premier, et s'y essayera dans sa jeunesse, mais il reconnaîtra plus tard que le don de la poésie ne lui a pas été accordé. Isaac ibn Gikatilla, hautement versé dans l'étude de la langue arabe, semble avoir exercé une profonde influence sur son disciple, qui démontre rapidement une connaissance intime de la langue et de la littérature arabe, écrivant dans un style simple et élégant.
Ibn Jannah avait une formation de médecin, et était réputé comme tel, « le médecin » étant souvent rattaché à son nom. Il avait aussi étudié la philosophie et la logique, citant Aristote dans son Kitab al-Mustalḥaḳ, mais il s'opposait à la spéculation métaphysique. 
Son intérêt principal demeure cependant l'étude des Écritures et de leur idiome principal, l'hébreu biblique. Assisté dans ce domaine par plusieurs maîtres de Lucena, outre ceux mentionnés, il se réclamera également de Juda ben David Hayyuj, la plus haute autorité d'alors en matière de linguistique hébraïque. Cependant, s'il est possible qu'il l'ait croisé, il n'a pas pu étudier personnellement auprès de lui, car lorsqu'Ibn Jannaḥ revient à Cordoue, Ḥayyuj est déjà mort.
En 1012, Yona ibn Jannah est contraint, dans le contexte de la guerre civile en al-Andalus de quitter Cordoue une nouvelle fois. 
Après de nombreuses pérégrinations dans la péninsule ibérique, il finit par s'installer à Saragosse, où il se constitue rapidement un cercle d'études. Il écrit toutes ses œuvres, dont certaines ont été rédigées à la demande de ses disciples. Les talmudistes de Saragosse réprouvent cependant l'homme et ses études scientifiques, qui l'entraînent à corriger le texte massorétique lorsqu'il l'estime en contradiction avec la grammaire hébraïque, alors que de telles modifications leur semblent sacrilèges. Ibn Jannah répond, dans l'introduction à son Kitab al-Tanḳiḥ, n'y voir que de l'ignorance dissimulée sous un masque de piété, et évoque les maîtres du Talmud et les Gueonim dont les efforts visaient, comme les siens propres, à réconcilier l'étude de la Torah avec les découvertes des sciences profanes.
Connaisseur de la Vulgate et du Coran, Rabbi Yona polémique ensuite avec des lettrés musulmans et chrétiens. Son adversaire le plus important sera cependant Samuel ibn Nagrela qui lui reproche d'avoir critiqué les travaux de son maître, Hayyuj. En réalité, bien qu'Ibn Jannah l'ait critiqué et corrigé ses erreurs, il est un farouche défenseur de son système grammatical et n'oublie jamais, même dans ses critiques, le respect et la gratitude qu'il porte à l'homme auquel il doit son savoir, comme il le fait remarquer dans l'introduction à son premier ouvrage.
Yona ibn Jannah meurt à Saragosse, dans la première moitié du XIe siècle.

## Œuvre
Comme la plupart des Juifs andalous de l'âge d'or de la culture juive en Espagne, Ibn Jannah a écrit ses œuvres en arabe. À l'exception du Kitab al-Talkhiṣ, un traité sur les remèdes simples, ainsi que leurs poids et mesures, mentionné par Ibn Abi Océbia dans son Vie des médecins comme l'auteur, elles ont toutes trait à la linguistique, se divisant en œuvres originales et en réponses à des disputes que ses livres ont suscitées.

### Compléments à Hayyuj
Le premier travail de Rabbi Yona est le Kitab al-Mustalḥaḳ (Mustalḥaḳ a été rendu en hébreu sous les termes de Hassagot - « objections » - ou Tossefot - « notes » ou « complément »), entamé à Cordoue. Il consiste en une critique et une extension des deux livres de Juda ben David Hayyuj sur les verbes avec consonnes faibles et consonnes doubles. L'auteur dit avoir lu la Bible hébraïque huit fois pour collecter la matière de son ouvrage.
Un autre ouvrage, le Kitab al-Taḳrib wal-Tashil (hébreu : Sefer ha-Ḳerub weha-Yishshur, Livre pour rapprocher et faciliter), est un commentaire sur certains passages des écrits de Hayyuj, outre un excursus grammatical indépendant.

### Réponses à ses contradicteurs
Le Kitab al-Taswiyah (hébreu : Sefer Hashwa'ah ou Tokaḥat, Livre de la Rétribution) est le compte-rendu d'une disputation s'étant tenue à Saragosse dans la demeure d'un ami, Abu Sulaiman ibn Taraḳa. Le livre contient la première mention d'attaques en préparation contre Ibn Jannah par le cercle d'Ibn Nagrela : Ibn Jannah énumère les critiques avancées par un Cordouan, proche d'Ibn Nagrela, contre des points isolés de son Mustalḥaḳ ; Ibn Jannah tente ensuite de les réfuter.
Le Kitab al-Tanbih (hébreu : Sefer Ha'arah, Livre de l'Excitation), est écrit en réponse à un pamphlet rédigé par ses ennemis à Saragosse. Prenant la forme d'une lettre à un ami de Cordoue, il traite longuement de plusieurs points de grammaire.
Ces deux livres, ainsi que le Kitab al-Mustalḥaḳ et le Kitab al-Taḳrib wal-Tashil, ont été édités en arabe avec une traduction française par Joseph et Hartwig Derenbourg sous le titre d'Opuscules et Traités d'Aboû l-Walîd Merwan ibn Djanâh de Cordoue (Paris, 1880).
La dernière œuvre polémique de Rabbi Yonah, son Kitab al-Tashwir (hébreu : Sefer ha-Haklamah, Livre de la Confusion), est en grande partie perdue. Cependant, Ibn Jannah en a repris la substance dans son Kitab al-Tanḳiḥ, et y fait souvent références à ces échanges qu'il appréciait grandement.

### Le Livre de la Recherche Minutieuse
Le Kitab al-Tanḳiḥ (Livre de recherche minutieuse, traduit en hébreu par Juda ibn Tibbon sous le nom de Mahberet HaDiqdouq, Manuel de grammaire) est le grand-œuvre de Yona ibn Jannah, réalisé dans sa maturité.
Consacré à l'étude de la Bible hébraïque et de son langage, il est divisé en deux parties, grammaticale et lexicographique, chacune étant le premier énoncé complet de ces sujets, et étant présentée comme un livre à part.
Ibn Jannah excluant d'une part, sur base des résultats de ses recherches, l'ensemble des éléments traités dans les livres fondamentaux de Hayyuj et dans ses propres travaux antérieurs et, d'autre part, les discussions sur les voyelles et les accents, ceux-ci ne devant, selon lui, pas être traités ailleurs que dans les livres massorétiques, les deux parties du Kitab al-Tanḳiḥ contiennent de nombreuses lacunes ; celles-ci sont cependant contre-balancées par une masse de matériel dont le contenu dépasse les travaux purement grammaticaux et lexicographiques, comprenant notamment des notions de syntaxe, de rhétorique, d'herméneutique et d'exégèse bibliques.

#### Le Livre des Plates-Bandes de Fleurs Multicolores
La première partie, grammaticale, est intitulée Kitāb al-Lumaʿ (Livre des plates-bandes de fleurs multicolores, traduit en hébreu par Juda ibn Tibbon sous le nom de Sefer HaRikma), du fait de la grande diversité de sujets traités. Rabbi Yona s'inspire fortement des grammaires arabes de son temps, et en reprend de nombreuses règles et définitions ; certains passages sont même une transposition à l'hébreu de manuels arabes.
Précédé d'une introduction grammaticale à l'ensemble de l'œuvre, le Kitab al-Luma est la caractérisation la plus complète de la grammaire hébraïque réalisée jusqu'aux temps modernes, bien qu'il doive être lu, selon Ibn Jannah, aux côtés des deux grands-œuvres de Juda ben David Hayyuj et de quelques travaux antérieurs d'Ibn Jannah pour être véritablement exhaustif.
Le livre est agencé comme suit : 
- la division des parties du langage, dont une première ébauche avait été réalisée par Saadia Gaon ; Ibn Jannah en clarifie les définitions et leurs fondements logiques, abordant en outre les différents types d'expression.
- les considérations sur ce que l'on nommerait de nos jours phonologie et morphologie hébraïques, qui sont exposées dans les 13 chapitres suivants : Ibn Jannah y traite en profondeur des lettres constituantes du mot (lettres-racines) et de celles qui lui sont ajoutées, des différentes modifications que peuvent subir les lettres (permutation, assimilation, accentuation au moyen d'un daguech ou d'un mappiq dans le cas de la lettre he), de celles qui affectent les voyelles, de la vocalisation du vav conjonctif, du vav conversif et du he interrogatif.
- la dérivation lexicale des mots (noms et verbes) et leur flexion, les formes duelles et plurielles, les genres et nombres, et d'autres sujets de ce type, qui sont également traités en 13 chapitres.
- la syntaxe hébraïque, qui est passée en revue au long de sept chapitres.
- les formes propres à la rhétorique hébraïque, qui font cinq chapitres. Il y analyse aussi les erreurs de style et de grammaire des poètes de son temps, parmi lesquels Dounash ben Labrat et Isaac ibn Saul.
- des formes exceptionnelles, regroupées dans cinq chapitres. Bien que non classées dans les chapitres antérieurs, elles peuvent répondre à leurs règles.

Une édition de l'original arabe a été réalisée par Joseph Derenbourg et Wilhelm Bacher (Paris, 1886). Une édition de la traduction de Juda ibn Tibbon a été effectuée à Francfort en 1855 par B. Goldberg et Raphael Kirchheim. Une traduction française du livre, intitulée Le Livre des Parterres Fleuris, a également été produite par Metzger (Paris, 1889)

#### Le Livre des Racines
La seconde partie, pourvue elle aussi d'une introduction, lexicale, est appelée Kitab al-Uṣul (Livre des Racines, traduit en hébreu par Juda ibn Tibbon sous le nom de Sefer HaShorashim).
Il s'agit d'un lexique de la Bible, dont les mots sont interprétés en se basant sur la littérature traditionnelle (Targoumim, Talmud, Midrash et littérature des Gueonim) mais aussi sur les traductions de la Bible en arabe, et sur l'analyse philologique comparée. Il comprend en outre de nombreuses notes exégétiques.
L'original arabe a été édité par Adolf Neubauer (Oxford, 1875), tandis que la traduction hébraïque de Juda ibn Tibbon l'a été par W. Bacher (Berlin, 1896).

## Influence
Le Mikhlol produit par David Kimhi, un siècle après Ibn Jannah, diffuse les idées de celui-ci dans le monde juif, mais le fait paradoxalement tomber dans l'oubli. Cependant, les annales de la philologie hébraïque portent la marque de ses écrits, ainsi que celles de l'exégèse biblique, bien qu'Ibn Jannah n'ait pas lui-même écrit de commentaire sur la Bible hébraïque.
Ses travaux, redécouverts et particulièrement étudiés à partir du XIXe siècle, sont à la base d'un grand nombre d'interprétations modernes. On considère même qu'ils ont jeté les bases de l'exégèse biblique universitaire.

## Sources
- (en) Cet article est partiellement ou en totalité issu de l’article de Wikipédia en anglais intitulé « Jonah ibn Janah » (voir la liste des auteurs).
- Cet article contient des extraits de l'article « IBN JANAḤ, ABU AL-WALID MERWAN » par Crawford Howell Toy & Wilhelm Bacher de la Jewish Encyclopedia de 1901–1906 dont le contenu se trouve dans le domaine public.